# Campbell County (Kentucky)
Campbell County is een county in de Amerikaanse staat Kentucky.
De county heeft een landoppervlakte van 393 km² en telt 88.616 inwoners (volkstelling 2000). De hoofdsteden zijn Alexandria en Newport, en de dichtstbevolkte stad is Fort Thomas.

## Bevolkingsontwikkeling

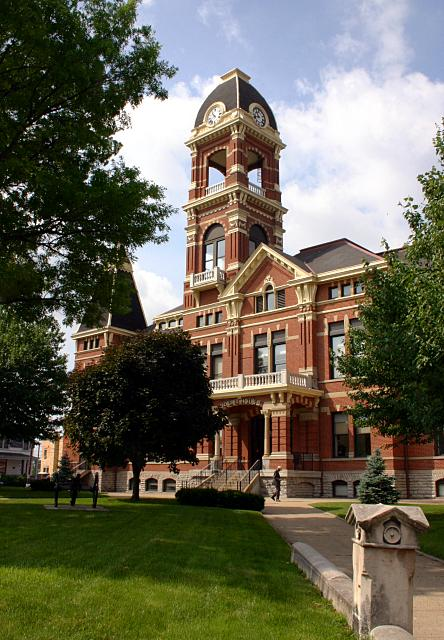
Campbell County Courthouse